# Hamada Jambay
Hamada Jambay (Iconi, 25 de abril de 1975) é um ex-futebolista malgaxe nascido em Comores. Ficou conhecido por seus precisos chutes de fora da área, principalmente em cobranças de falta.

## Carreira em clubes
Jambay jogou em apenas três clubes em sua carreira (Olympique entre 1993 e 1999, Toulouse entre 1998 e 2001, e Sedan, entre 2002 e 2005). Por dois anos (2001-02), ficou sem clube.
Ao final de seu contrato com o Sedan, Jambay, que atuaria também pela Seleção Malgaxe de Futebol em quatro partidas, todas em 2003, encerrou a carreira após nenhum outro clube manifestar interesse em sua contratação.